# 上田市立中塩田小学校
上田市立中塩田小学校（うえだしりつ なかしおだしょうがっこう）は、長野県上田市にある公立小学校。
旧・上田市地区の小県郡塩田町の中心部中塩田地籍の八木沢地区を除く全域を学区としている。

## 概要・歴史
上田市立中塩田小学校は1873年、学制頒布の翌年に「盈進学校」として開校したのがルーツとされているが同校は小県郡塩田町4小学校のうち一度も統合経験をもたずに歴史を重ねてきた唯一の学校である（上田市立東塩田小学校は塩田町発足以前に統合、上田市立塩田西小学校は上田市合併後に統合。）。
「盈進学校」は小県郡下之郷・五加・本郷・小島・保野・舞田・中野・十人の1郷6村を学区として発足したがまもなく下之郷が「載明学校」を開校させて分離。1886年に残る6村を学区とした「本郷学校」と改称。1889年の市町村制実施により十人村が西塩田村へ、残る5村が同郡八木沢村と合併して中塩田村を発足させると「別所学校」と学区交換。（「別所学校」は村立別所尋常小学校・村立西塩田尋常小学校に分割されて発足する。）村立中塩田尋常小学校と改称する。
以来1895年の高等科分値による改称（村立中塩田尋常高等小学校）、1941年の国民学校令発布による改称（村立中塩田国民学校）、1947年の学制改革実施による改称と併設中学校開校（村立中塩田小学校併設中塩田中学校）、1956年の小県郡塩田町4村合体町制施行発足による改称（小県郡塩田町立中塩田小中学校）、1958年の塩田町内1中学校3併設中学校統合（小県郡塩田町立→上田市立塩田中学校）による小学校単独化（小県郡塩田町立中塩田小学校）、1970年の小県郡塩田町上田市合併による改称（上田市立中塩田小学校）と歴史を重ねたものの学区は変わらなかった。そして1996年上田市立別所小学校・西塩田小学校が統合されて上田市立塩田西小学校が発足すると同校の学区に近い八木沢地籍を分離し今に至っている。

## 略年表
- 1873年 - 「盈進学校」開校。学区はのちの小県郡中塩田村となる小県郡6村のうち八木沢村を除く5村と同郡十人村・下之郷にわたった。
- 1874年 - 下之郷が独立し「載明学校」を開校させたため学区が6村に縮小。
- 1886年 - 「小学校令」発布により「本郷学校」と改称。
- 1889年 - 小県郡中塩田村発足し村立中塩田尋常小学校と改称。十人が分離し八木沢を学区に加える。
- 1895年 - 小県郡立高等小学校の廃止による高等科の分値により村立中塩田尋常高等小学校と改称。
- 1941年 - 「国民学校令」発布により村立中塩田国民学校と改称。
- 1947年 - 学制改革の第1弾6・3制の実施により村立中塩田小学校と改称。同時に併設で中塩田中学校開校。
- 1956年 - 小県郡中塩田村・東塩田村・西塩田村・別所村の合体町制施行による小県郡塩田町発足により小県郡塩田町立中塩田小中学校と改称。
- 1958年 - 併設していた中塩田中学校が統合により小県郡塩田町立塩田中学校（現：上田市立塩田中学校）として発足したため小学校単独に戻る。
- 1970年 - 小県郡塩田町が上田市に合併された事により上田市立中塩田小学校と改称。
- 1996年 - 八木沢地籍が上田市立塩田西小学校の統合開校により分離し同校の学区となる。

## 学校所在地
- 〒386-1325 長野県上田市中野93番地